# Serrat del Gargallar
El Serrat del Gargallar és una serra del municipi de Conca de Dalt, antigament del de Toralla i Serradell, situada en l'àmbit del poble de Rivert, al Pallars Jussà.
És a prop i al sud-oest de Rivert, i forma un llarg serrat la continuïtat del qual pel nord-oest és el Serrat de les Coves. Està delimitat al sud-oest pel barranc dels Escarruixos i al nord-est pel barranc del Balç. El vessant nord d'aquest serrat està constituït per l'Obaga de la Font del Cristall, la partida dels Gargallars i el paratge de les Balçs. Més al sud, enllà d'un petit barranc interposat, hi ha el lloc de Golelleres. Pel vessant sud-est passava el Camí vell de Santa Engràcia a Rivert i el lloc de Tresdós.